# Nevin Markwart
Nevin Markwart (* 9. Dezember 1964 in Toronto, Ontario) ist ein ehemaliger kanadischer Eishockeyspieler, der im Verlauf seiner aktiven Karriere zwischen 1981 und 1993 unter anderem 328 Spiele für die Boston Bruins und Calgary Flames in der National Hockey League (NHL) auf der Position des linken Flügelstürmers bestritten hat.

## Karriere
Markwart, der in Toronto geboren wurde, aufgrund des Arbeitsplatzes seines Vaters aber in Regina aufwuchs, verbrachte seine Juniorenzeit zunächst in der Saison 1981/82 bei den Regina Pat Blues in der Saskatchewan Junior Hockey League (SJHL) und wechselte im Verlauf der Spielzeit in die höherklassige Western Hockey League (WHL) zu den Regina Pats. Dort spielte der Flügelstürmer bis zum Sommer 1983 und hatte derweil parallel die University of Regina besucht. Obwohl er den Großteil der Saison 1982/83 aufgrund einer ausgekugelten Schulter verpasst hatte, wurde der 18-Jährige im NHL Entry Draft 1983 bereits in der ersten Runde an 21. Position von den Boston Bruins aus der National Hockey League (NHL) ausgewählt.
Der Offensivspieler wagte gleich zur Spielzeit 1983/84 den Sprung in die NHL und konnte sich mit 30 Scorerpunkten in seinem Rookiejahr schnell bei den Bruins etablieren. Sein zweites Profijahr war von einer Hüftverletzung geprägt, die dazu führte, dass er auch einige Spiele für das Farmteam Hershey Bears in der American Hockey League (AHL) absolvierte. Zwischen 1985 und 1987 gehörte der Kanadier schließlich wieder zum Stammpersonal des NHL-Kaders Boston, ehe ihm ab der Saison 1987/88 verschiedenste Verletzungen und Krankheiten zusetzten. Im restlichen Verlauf seiner Karriere, die bis in die Spielzeit 1992/93 andauerte, absolvierte Markwart nie wieder mehr als 25 NHL-Spiele in einer Saison. Er gehörte zwar noch bis zum Februar 1992 der Organisation der Boston Bruins an, sofern spielfähig war er aber zumeist für deren AHL-Kooperationspartner Maine Mariners im Einsatz.
Im Februar 1992 gelangte der Stürmer über die Waiver-Liste zu den Calgary Flames, nachdem er zuvor auch einige Partien für den Schweizer Nationalligisten EHC Biel absolviert hatte. Für die Flames lief Markwart lediglich zehnmal auf, ehe er seine Karriere noch vor seinem 30. Geburtstag in der Saison 1992/93 für beendet erklärte. Nach seinem Karriereende schloss er im Jahr 1994 ein Studium zum Executive Master of Business Administration (EMBA) an der Bostoner Northeastern University ab.

## Karrierestatistik
(Legende zur Spielerstatistik: Sp oder GP = absolvierte Spiele; T oder G = erzielte Tore; V oder A = erzielte Assists; Pkt oder Pts = erzielte Scorerpunkte; SM oder PIM = erhaltene Strafminuten; +/− = Plus/Minus-Bilanz; PP = erzielte Überzahltore; SH = erzielte Unterzahltore; GW = erzielte Siegtore; 1 Play-downs/Relegation; Kursiv: Statistik nicht vollständig)